# Shohei Takahashi
Shohei Takahashi (født 27. oktober 1991) er en japansk fodboldspiller, som spiller for den japanske fodboldklub Júbilo Iwata.